# ماترينشا
ماترينشان (بالبرتغالية: Matrinchã‏) هي بلدية تقع في البرازيل في غوياس. يقدر عدد سكانها بـ 4,325 نسمة ومساحتها 1,150.8 كم2 وترتفع عن سطح البحر 315 متر.